# Axmarhögen
Axmarhögen eller Högkullen är en gravhög i Hamrånge socken, Gävle kommun. Högen ligger invid landsvägen mellan Axmar by och Gåsholma. Den är cirka 30 meter i diameter och 2,5 meter hög och därmed Gästriklands största gravhög. Den har inte grävts ut men torde vara anlagd under järnåldern.
Gästriklands enda storhög. Axmarhögen är troligen en stormannagrav från järnåldern. Den är aldrig arkeologiskt undersökt. Högen har blivit skadad av äldre skattgrävning. Den ligger drygt 12 meter över havets nuvarande nivå. Landet på den här breddgraden har höjt sig drygt 60 centimeter per århundrade. Därför anlades Axmarhögen inte  tidigare än 600 år efter Kristi födelse. Graven ska ge ett monumentalt intryck. Dess placering vid ett smalt sund mellan fastlandet och en större ö är strategiskt. Troligtvis finns resterna av stormannens gård i närheten av graven. Dessa är osynliga i landskapet. Gården kontrollerade kustremsan och bakomliggande inland. Fornlämningen kallas i folkmun Högkullen. Storskifteskartan (Axmar by från år 1762) har graven markerad i skogsmarken med benämningen ”Högkulla ättbacka”.

## Axmargården
Storhögar verkar i norra Sverige tillhöra den äldre järnålderns gravskick. Av någon anledning är Axmarhögen byggd senare. Storhögarna innehåller ofta påkostade fynd. Högarna ingår ofta i ett sammansatt komplex med gravar, gårdar med bra hamn och handelsläge vid kust eller älvmynning. Gårdarnas skulle behärska infarten till inlandsbygderna. Försörjningen var inriktad på handel. De begravda var troligen förmögna bönder. Storhögarnas centrum låg i Medelpads kusttrakter. Elva högar längs Norrlandskusten har en diameter på 30 meter eller mer, och Axmarhögen är en av dem. Ätten som bodde här kan ha varit inriktad på handel med järn, pälsverk och skogsråvara.

## Axmarhögens läge
Axmar finns i det skogiga gränsområdet  mellan Gästrikland och Hälsingland. Hälsingland hade flera monumentala högar till exempel vid Högs kyrka strax utanför Hudiksvall. Flera storhögar i Hälsingland har tyvärr odlats bort eller försvunnit av andra skäl. Gästriklands enda på gränsen mot Hälsingland, antyder att järnåldersbygden i Axmar var en del av eliten längs Norrlandskusten. Storhögarna speglar maktförhållanden och stora sociala skillnader som är utmärkande för Hälsingland och Medelpad. Gästrikland var en del av Upplands maktområde. I Gästrikland är gravarna oftast mindre och med ett gravskick som tyder på mindre rangskillnader.